# Yamamoto (Miyagi)
Pour les articles homonymes, voir Yamamoto.
Yamamoto (山元町, Yamamoto-chō) est un bourg du district de Watari, dans la préfecture de Miyagi, au Japon.

## Géographie

### Situation
Yamamoto est situé au sud-est de la préfecture de Miyagi, dans la région du Tōhoku, au nord du Japon. Le bourg est bordé par l'océan Pacifique à l'est.

### Municipalités limitrophes
| Kakuda   | Watari   | océan Pacifique |
| Kakuda   | Yamamoto | océan Pacifique |
| Marumori | Shinchi  | océan Pacifique |

### Démographie
Au 1er décembre 2013, la population de Yamamoto s'élevait à 13 104 habitants répartis sur une superficie de 64,48 km2. En janvier 2025, la population était de 11 416 habitants.

## Histoire
Le village moderne de Yamamoto a été créé le 1er avril 1889, avec la mise en place du système de municipalités modernes. Yamamoto obtient le statut de bourg le 1er février 1951, en fusionnant avec le village voisin de Sakamoto.
Yamamoto a été sérieusement endommagée par le tsunami engendré par le séisme de 2011 de la côte Pacifique du Tōhoku: plus d'un tiers du territoire du bourg a été submergé, causant la mort de 633 personnes et la destruction de 2217 maisons.

## Transports
Yamamoto est desservi par la ligne Jōban de la JR East.